# !اکشن پکت!
!اکشن پکت! (به انگلیسی: !Action Pact!) نام یک گروه موسیقی سبک پانک راک است.
این گروه در سال ۱۹۸۱ تشکیل و تا ۱۹۸۶ به فعالیت خود ادامه داد.
اعضای این گروه به شرح زیر بودند:
جرج چیکس، واید پلانت، دکتر فیبز، جو فانگاس، گریملی فیندیش، فیل لنگهام، ثیستلس.

## فعالیتها
!پیمان اقدام! یک گروه پانک راک مستقر در لندن بود که در سال ۱۹۸۱ توسط گیتاریست وایلد پلنت، نوازنده بیس کیم ایگو، جورج چیکس و درامر جو فانگس تشکیل شد.آنها بعداً در سال ۱۹۸۶ از هم جدا شدند.